# Achryson maculatum
Achryson maculatum là một loài bọ cánh cứng trong họ Cerambycidae.